# کندرودیسپلازی ریزوملیک نقطه‌ای
کندرودیسپلازی ریزوملیک نقطه‌ای (به انگلیسی: Rhizomelic chondrodysplasia punctata) جزء ناهنجاری‌های مادرزادی است که در پی نقص در کارکرد پراکسی زوم‌ها بروز می‌کند.

## علائم بالینی
- زمان تولد: کوتاهی قد.
- دوران نوزادی، شیرخوارگی و کودکی: علائم بالینی آن شامل کوتاهی قسمت پروگزیمال اندامها، تغییر شکل ظاهری صورت، کوتاهی قد، سر کوچک، اسپاستیسیتی، عقب ماندگی ذهنی و روانی حرکتی، کانتراکتوردمفصلی، ایکتیوز، آتروفی درم و آب مروارید می‌باشد.

## نقص آنزیمی یا بیوشیمی
نقص در انتقال پروتئینهای معین بداخل پراکسی زوم یا نقص آنزیمی که در تولید پلاسمالوژن مداخله می‌کند.

## توارث ژنتیکی
اتوزوم مغلوب.

## میزان بروز
نادر.

## روش تشخیص
- اسیدهای آلی ادرار: اسید فیتانیک بالا و اسید پریستانیک پائین.
- پلاسمالوژنها: پائین.
- ر رادیوگرافی از اندامها: منقوط بودن اپی فیزها دیده می‌شود.
- بافت‌شناسی غضروف اپی فیزی دیستروفیک: کلسیفیکاسیون نامنظم و منقوط.

## درمان
در برخی از موارد محدودیت مصرف اسید فیتانیک ممکن است مؤثر باشد.

## آزمون تشخیص قبل از تولد
بررسی فعالیت آنزیم در آمنیوسیتها و بررسی وجود مواد غیر طبیعی در مایع آمنیوتیک یا مایع پرزهای کوریونی.